# NGC 5943
NGC 5943 is een lensvormig sterrenstelsel in het sterrenbeeld Ossenhoeder. Het hemelobject werd op 18 juni 1884 ontdekt door de Franse astronoom Édouard Jean-Marie Stephan.

## Synoniemen
- UGC 9870
- MCG 7-32-16
- ZWG 222.16
- NPM1G +42.0416
- PGC 55242